# Sukamanis
Sukamanis is een bestuurslaag in het regentschap Sukabumi van de provincie West-Java, Indonesië. Sukamanis telt 5726 inwoners (volkstelling 2010).